# Lycorina turneri
Lycorina turneri là một loài tò vò trong họ Ichneumonidae.